# كييل صامويلسون
كييل صامويلسون هو لاعب كرة قدم سويدي، ولد في 22 أغسطس 1951. شارك مع منتخب السويد تحت 23 سنة لكرة القدم. أما مع النوادي، فقد لعب مع نادي يورغوردينس.